# Zhang Qian

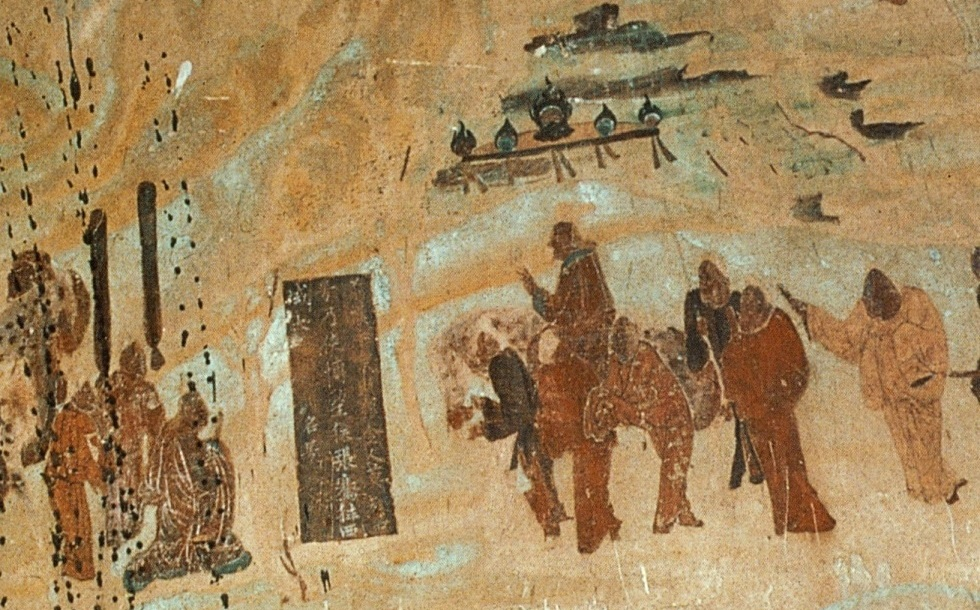
Zhang Qian verlaat keizer Wudi, afbeelding uit de Mogao-grotten

Zhang Qian (Chinees: 張騫, - Wade-Giles: Chang Ch'ien) (ong. 195 v.Chr. - ong. 114 v.Chr.) was een ontdekkingsreiziger en diplomaat in het Chinese Keizerrijk.
Zhang Qian werd geboren in 195 v.Chr. in de stad Hanzhong, in de provincie Shaanxi. In 140 v.Chr. vertrok hij als edelman naar de hoofdstad Chang'an en werkte aan het hof van de Chinese keizer Han Wudi. De Xiongnu (nomadenstammen in Mongolië) bedreigde de noordelijke landsgrens en de belangrijke Zijderoute.
In 138 v.Chr. begon Zhang Qian een diplomatieke missie naar het Dayuezhi-volk in Midden-Azië, onderweg werd hij door de Xiongnu in de Gobi-woestijn gevangengenomen. Hij leefde tien jaar in gevangenschap en huwde een Xiongnu-vrouw die hem een zoon baarde.
Zhang Qian wist te ontsnappen en vervolgde zijn reis langs Kashgar, over het Pamirgebergte. In Fergana (huidige Oezbekistan) vond hij in de Vallei van Fergana, wilde paarden die later naar het Chinese rijk werden geïmporteerd.
In 126 v.Chr. bereikte Zhang Qian Bactrië, ooit een deel van het Griekse rijk van Alexander de Grote.
Hij probeerde tevergeefs een bondgenoot te vinden, die de keizer zou steunen in de strijd tegen de Xiongnu. Na dertien jaar keerde hij terug naar Chang'an.
In 119 v.Chr. werd Zhang Qian voor een tweede keer op een missie naar het westen gestuurd naar het Wusun-volk. Hij vertrok met een delegatie (± 300 man) naar Dunhuang en nam in de stoet grote hoeveelheden goud, zijde en andere geschenken mee. Na een vermoeide reis van vier jaar keerde Zhang Qian wederom terug in China. Het was hem gelukt het Chinese Keizerrijk in contact te brengen met andere beschavingen in West- en Centraal-Azië, zoals o.a. de volken Dayuan (in het huidige Oezbekistan), Kangju (in het huidige Kazachstan), Daxia (in Bactrië, de Anxi (in het huidige Iran) en Yuandu (in het huidige India). Van zijn reisverslagen leerden de Chinezen voor het eerst dat er ook andere hogere beschavingen waren en Chinese goederen door buitenlandse handelaren tot in den verre werden afgezet.
Binnen één jaar na zijn terugkeer overleed Zhang Qian op 81-jarige leeftijd.
Zhang Qian is afgebeeld in de Wu Shuang Pu, geschreven door Jin Guliang.